# Дубенка (Польща)
Дубенка (пол. Dubienka) — село в Польщі, у гміні Дубенка Холмського повіту Люблінського воєводства. Колишнє містечко. Населення — 967 осіб (2011).

## Назва
Назва села походить від українського слова «дуб».

## Історія
1588 року вперше згадують церкву в селі.
18 липня 1792 року поблизу села польське військо Тадеуша Костюшка здобуло перемогу над переважними російськими силами.
У часи входження до Російської імперії належало до Грубешівського повіту Люблинської губернії.
У 1872 році до греко-католицької парафії села належало 1108 вірян.
У 1890 році наслення міста становило 5177 осіб, з них 2833 юдеїв, 1500 католиків і 792 православних. За переписом 1897 року у місті проживало 4 799 осіб. Розподіл населення за мовою згідно з переписом 1897 року:
| Мова       | Осіб  | Відсоток |
| ---------- | ----- | -------- |
| єврейська  | 2 343 | 48,82 %  |
| українська | 1 589 | 33,11 %  |
| польська   | 798   | 16,63 %  |
| російська  | 47    | 0,98 %   |
| циганська  | 22    | 0,46 %   |
| Разом      | 4 799 | 100 %    |

На початку XX століття в селі зведено муровану православну церкву.
У 1943 році в селі проживало 194 українці та 1706 поляків.
21-25 червня 1947 року під час операції «Вісла» польська армія виселила з Дубенки на приєднані до Польщі північно-західні терени 31 українців. У селі залишилося 1743 поляки. Ще 7 невиселених українців також підлягали депортації.
У 1975—1998 роках село входило до складу Холмського воєводства.

## Населення
Демографічна структура станом на 31 березня 2011 року:
|          | Загалом | Допрацездатний вік | Працездатний вік | Постпрацездатний вік |
| -------- | ------- | ------------------ | ---------------- | -------------------- |
| Чоловіки | 476     | 82                 | 334              | 60                   |
| Жінки    | 491     | 72                 | 276              | 143                  |
| Разом    | 967     | 154                | 610              | 203                  |